# Agromyza malvaceivora
Agromyza malvaceivora är en tvåvingeart som beskrevs av Seguy 1951. Agromyza malvaceivora ingår i släktet Agromyza och familjen minerarflugor.
Artens utbredningsområde är Madagaskar. Inga underarter finns listade i Catalogue of Life.